# Louise Schack Elholm

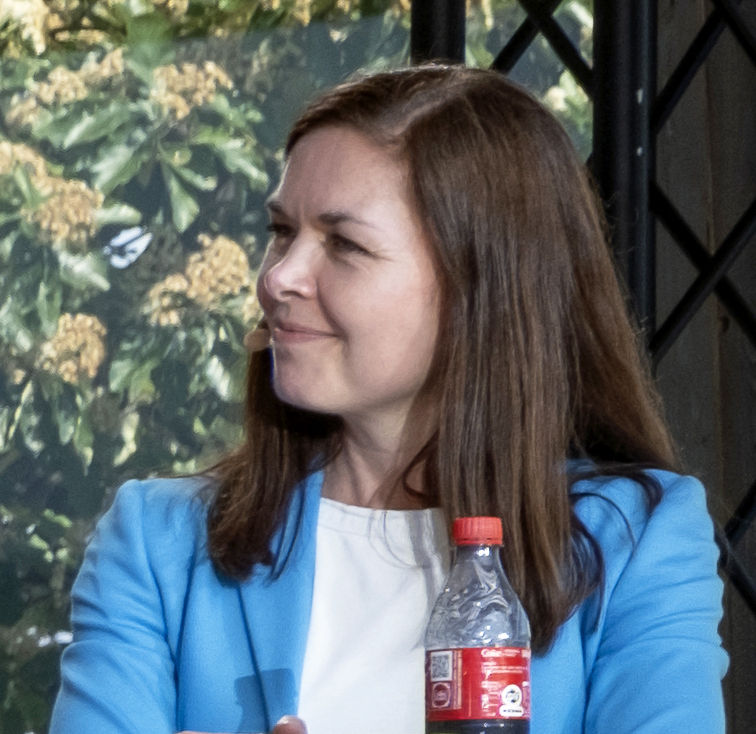
Louise Schack Elholm

Louise Schack Elholm (* 26. Oktober 1977 in Stenlille) ist eine dänische Politikerin der Venstre und war von 15. Dezember 2022 bis 23. November 2023 Ministerin für Kirchenangelegenheiten, ländlichen Raum und Nordische Zusammenarbeit.

## Leben
Von 2007 bis 2015 war Elholm Sprecherin ihrer Partei für Wohnen. 2009 bis 2011 war sie Sprecherin für Verbrauchersicherheit, 2009 bis 2013 Sprecherin für Kinder und Familien, 2010 bis 2011 Sprecherin für Gleichstellung, 2013 bis 2015 Sprecherin für Volksschulen, 2015 bis 2022 Sprecherin für Steuern, 2015 und 2019 bis 2022 Sprecherin für Kirchenangelegenheiten. 2019 bis 2022 war Elholm Vorsitzende des Kirchenausschusses. 15. Dezember 2022 bis 23. November 2023 war sie Ministerin für Kirchenangelegenheiten, ländlichen Raum und Nordische Zusammenarbeit.